# Mychów Poduchowny
Mychów Poduchowny – część wsi Mychów w Polsce, położona w województwie świętokrzyskim, w powiecie ostrowieckim, w gminie Bodzechów.
W latach 1975–1998 Mychów Poduchowny administracyjnie należał do województwa kieleckiego.